# Sądeckie Zakłady Napraw Autobusów
Sądeckie Zakłady Napraw Autobusów („SZNA”) – istniejące w latach 1979–1991 w Nowym Sączu przedsiębiorstwo państwowe specjalizujące się w naprawach autobusów, a następnie samochodów.

## Historia
Historia przedsiębiorstwa sięga 1971, kiedy to władze centralne postanowiły wybudować zakłady napraw autobusów. Budynki nowego zakładu mieściły się przy ul. Węgierskiej w Nowym Sączu, pomiędzy dwoma innymi zakładami SZEW (Sądeckie Zakłady Elektrod Węglowych) i SZPOW (Sądeckie Zakłady Przetwórstwa Owocowo-Warzywnego). Zaczęły one funkcjonować w 1979 pod nazwą Sądeckie Zakłady Napraw Autobusów. Miały obszar 23 ha, 25 budynków (w tym hala główna o powierzchni 4 ha), zaplecze techniczne z kotłownią o mocy 25 Gcal/h, własne ujęcie wody o wydajności 3480 m³ na dobę, bocznicę kolejową, oczyszczalnię ścieków. W latach osiemdziesiątych zatrudniały 1100 pracowników, głównie absolwentów sądeckich szkół średnich i zawodowych, szczególnie Zespołu Szkół Samochodowych im. Tadeusza Tańskiego. W celu ochrony przeciwpożarowej, utworzono Zakładową Zawodową Straży Pożarną przyporządkowaną operacyjnie Komendzie Wojewódzkiej Straży Pożarnych – realizując działania ratownicze na terenie zakładu i miasta. W tym okresie zastępcą dyrektora zakładów był Roman Kluska. Pod koniec istnienie próbowano rozszerzyć zakres działalności zmieniając nazwę na Sądeckie Zakłady Napraw Samochodów, lecz bez oczekiwanego rezultatu.
Zostały zlikwidowane z powodu kryzysu w branży motoryzacyjnej, spadku zamówień na usługi remontowe (odstąpiła od nich całkowicie Państwowa Komunikacja Samochodowa), braku poparcia ze strony rządu, biernej postawy komisji zakładowej „Solidarności”. W 1990 r. zadłużenie z tytułu dywidend i innych należności (5 mld zł) przekraczało zysk. W krótkim okresie ponad dwudziestokrotnie wzrosły obciążenia podatkowe (od gruntów, środków transportu, odpisy amortyzacyjne wynikające z przeszacowania majątku trwałego). 94 proc. majątku przedsiębiorstwa stanowiły budynki i budowle. W latach 1990–1991 na podstawie zarządzenia Rady Ministrów nastąpił ewidencyjny wzrost wartości majątku trwałego SZNS: z 4,5 mld zł do prawie 170 mld zł. Ten wysoki przyrost pociągnął za sobą wywindowanie w górę obowiązkowej dywidendy: 1989 – tylko 193 mln zł, 1990 – już ponad 8 mld zł, 1991 – 13 mld zł. W 1989 wypracowany zysk wystarczał na zapłacenie wszystkich podatków, łącznie z dywidendą, i na wypłaty „czternastek”. Rok później gilotynowy mechanizm powiększonej z dnia na dzień 42 razy dywidendy doprowadził firmę do bankructwa. Majątek SZNS wynosił w momencie upadłości ok. 250 mld zł. Dziś na tym terenie znajduje się firma Fakro oraz szereg innych podmiotów gospodarczych.
Nazwa
- Sądeckie Zakłady Napraw Autobusów (1979–198X)
- Sądeckie Zakłady Napraw Samochodów (198X–1991)